# Vallisneria americana
Vallisneria americana (Amerikanische Wasserschraube, Riesen-Vallisnerie) ist eine Pflanzenart aus der Familie der Froschbissgewächse (Hydrocharitaceae).

## Beschreibung
Die Blätter messen 10 bis 110 × 0,3 bis 1,5 Zentimeter. Die Blattspreite ist in Längsrichtung in drei Zonen unterteilt und ihr Rand ist ganz oder gesägt. Der Schaft der männlichen Blüten ist 30 bis 50 Millimeter lang und untergetaucht. Die Blüten sind 1 bis 1,5 Millimeter breit. Staubblätter sind 2 vorhanden. Die Staubfäden sind am Grund verwachsen. Der Schaft weiblicher Blüten ist verlängert, so dass die Blüten die Wasseroberfläche erreichen. Die Blüten sind meist einzeln, seltener in doldenähnlichen Büscheln angeordnet.
Die Blütezeit reicht vom Sommer bis zum Herbst.
Die Chromosomenzahl beträgt 2n = 20.

## Vorkommen
Vallisneria americana wächst in Süß- und Brackwasser in Flüssen, Seen und Buchten in Höhenlagen von 0 bis 500 Meter. Die Art kommt in Kanada, den USA, Mexiko, in der Karibik und Mittelamerika und in Kolumbien vor.

## Systematik
Vallisneria americana wurde 1803 von Michaux erstbeschrieben. Ein Synonym ist Vallisneria neotropicalis Victorin.